# William Seston
William Seston (2 de juny de 1900, Lasalle, França - 2 d'octubre de 1983, Mazamet, França) fou un historiador i epigrafista francès especialista de la història de l'Imperi Romà. Fou professor a La Sorbona i membre de l'Académie des inscriptions et belles-lettres.
Fill d'un pastor protestant, William Seston fou alumne a l'École normale supérieure on fou format per Jérôme Carcopino. Catedràtic d'història i de geografia, esdevingué membre a l'Escola francesa de Roma el 1926. El 1927 participà en les recerques del campament de Rapidum, a Djouab (Algèria). Després d'haver ensenyat al liceu de Nimes i després a Marsella, obtingué un càrrec a la Universitat d'Estrasburg el 1929. El 1935 fou nomenat a la Universitat de Bordeus, on dirigí la revista Revue des études anciennes. Nomenat a Montpeller (1941) i després a Tolosa (1942), prengué la direcció de la circumscripció de les antiguitats històriques recentment creada. Entrà a La Sorbona el 1944 abans d'obtenir-hi el 1949 la càtedra d'història romana, i d'acabar com a director del Centre de Recerca d'Història de l'Antiguitat. Quan deixà el càrrec el 1969 fou succeït per André Chastagnol. El 1970 esdevingué membre de l'Académie des inscriptions et belles-lettres.
La seva tesi sobre Dioclecià i la Tetrarquia marcaren profundament la historiografia del Baix Imperi Romà. Fou un historiador fortament atent en el dret, i aportà grans contribucions a l'estudi de la ciutadania romana, en particular amb la publicació de Tabula Banasitana.